# Teoria das distribuições
O termo distribuição é uma generalização do termo função. A teoria foi desenvolvida em meados do século XX por Laurent Schwartz, que por sua genialidade recebeu a Medalha Fields.

## Motivação
A teoria das distribuições foi desenvolvida  a fim de manipular determinadas singularidades que surgem na física matemática. Por exemplo, a distribuição delta de Dirac é adequada para descrever conceitos da física teórica, como uma massa puntual ou uma carga elétrica. De uma função densidade tridimensional de uma massa concentrada unitária é necessário que a mesma seja nula em todos os pontos, com exceção de um único ponto, no qual a função é infinita, tal que a integral volumétrica da função densidade seja unitária. Não existe função ordinária que satisfaça esta propriedade da função densidade. No entanto, sendo a integral interpretada como um funcional, é possível descrever a densidade como uma distribuição delta de Dirac.
Atualmente distribuições são indispensáveis em diversos ramos da matemática, física e eletrotécnica, por exemplo na teoria das equações diferenciais parciais, bem como em análise de Fourier.

## Definições

### Definição de distribuições
Uma distribuição é uma transformação linear contínua de uma função teste nos números complexos. Isto significa que uma distribuição é uma transformação que associa a toda função teste um número. O conjunto das distribuições com suas correspondentes relações é portanto o espaço dual topológico do espaço das funções teste.

### Notação
De acordo com a definição, uma distribuição associa a toda função teste um número
{\displaystyle T:\phi \to T(\phi ):=(T,\phi )}
Na última equação {\displaystyle (T,\phi )} é uma notação para o valor que a distribuição associa à função teste {\displaystyle \phi }. Diz-se: a distribuição T é aplicada sobre {\displaystyle \phi }.

### Exemplos
- Seja {\displaystyle \Omega \subseteq \mathbb {R} } e {\displaystyle f\in C(\Omega )}, tal que para toda função teste {\displaystyle \phi \in C_{c}^{\infty }(\Omega )} a expressão {\displaystyle \int _{-\infty }^{\infty }f(x)\phi (x)dx} seja uma distribuição no espaço {\displaystyle {\mathcal {D}}'(\Omega )}.
- Seja {\displaystyle x_{0}\in \Omega \subseteq \mathbb {R} ^{n}} e {\displaystyle \alpha \in \mathbb {N} ^{n}}. Então para todo {\displaystyle \phi \in C_{c}^{\infty }(\Omega )} a derivada parcial {\displaystyle (\partial _{x}^{\alpha }\phi )(x_{0})} é também um distribuição em {\displaystyle {\mathcal {D}}'(\Omega )}.
- o valor principal de Cauchy da função {\displaystyle {\frac {1}{x}}} pode ser interpretado como a distribuição {\displaystyle T}

{\displaystyle \forall \phi \in C_{c}^{\infty }:\ T(\phi ):=PV-\int _{-\infty }^{\infty }{\frac {\phi (x)}{x}}dx}.

## Funções teste
Dentre os diversos espaços de funções teste serão descritos aqui três deles.
Seja
{\displaystyle C_{c}^{\infty }(\Omega )=\{\phi \in C^{\infty }(\Omega ,\mathbb {C} )\,|\,\operatorname {supp} \,\phi \mathrm {~um~subconjunto~compacto~de~} \Omega \}}
o conjunto das funções infinitamente diferenciáveis com suporte compacto, ou seja, que fora de um domínio compacto são nulas.

### Funções teste para distribuições gerais
Para o primeiro espaço de funções teste, denotado por {\displaystyle {\mathcal {D}}(\Omega )}, é necessário um critério de convergência. Uma seqüência
{\displaystyle (\phi _{j})_{j\in \mathbb {N} }}
com
{\displaystyle \phi _{j}\in C_{c}^{\infty }(\Omega )}
converge ao valor {\displaystyle \phi }, quando existe um conjunto compacto
{\displaystyle K\subset \Omega }
com
{\displaystyle \operatorname {supp} (\phi _{j})\subset K}
para todo {\displaystyle j} e
{\displaystyle \lim _{j\rightarrow \infty }\sup _{x\in K}\left|{\frac {\partial ^{\alpha }}{\partial x^{\alpha }}}\left(\phi _{j}(x)-\phi (x)\right)\right|=0}
para todo multi-índice {\displaystyle \alpha \in \mathbb {N} ^{n}}. O espaço {\displaystyle C_{c}^{\infty }(\Omega )} juntamente com este critério de convergência fornece um espaço convexo local, denotado por {\displaystyle {\mathcal {D}}(\Omega )}.

### Funções teste para distribuições com suporte compacto
Um outro espaço de funções teste é o espaço das funções suaves {\displaystyle C^{\infty }(\Omega )}. Este espaço, juntamente com a seguinte família de semi-normas e a topologia induzida é denotado por {\displaystyle {\mathcal {E}}(\Omega )}. A família de semi-normas é expressa por
{\displaystyle \phi \mapsto \sum _{|\alpha |\leq m}\sup _{x\in K}\left|{\frac {\partial ^{\alpha }}{\partial x^{\alpha }}}\phi (x)\right|.}
Esta norma induz uma topologia convexa local